# Polydesmus mammillatus
Polydesmus mammillatus är en mångfotingart som beskrevs av Carl Graf Attems 1901. Polydesmus mammillatus ingår i släktet Polydesmus och familjen plattdubbelfotingar. Inga underarter finns listade i Catalogue of Life.